# Estación Energía
Energía es una ex estación ferroviaria clausurada, ubicada en el paraje rural del mismo nombre, partido de Necochea, en la Provincia de Buenos Aires, Argentina, unos 50 km al oeste de la ciudad de Necochea y muy próxima a la intersección de las rutas Nacional 228, la cabecera este de la provincial 72 y la cabecera sur de la Provincial 75.

## Servicios
Fue una estación del ramal Defferrari - Coronel Dorrego del Ferrocarril del Sud. Con la nacionalización y reorganización de los ferrocarriles en 1946, pasó a integrar la red del Ferrocarril General Roca. No tiene actividad desde la clausura del ramal en 1961. Las vías en sus inmediaciones han sido levantadas, y solo permanecen en pie el edificio principal y el auxiliar, en mal estado de conservación, y la cantería de algunas obras de arte.